# Armin Medosch
Armin Medosch (Graz, Austria; 1962 - Viena, Austria; 23 de febrero de 2017) fue un escritor, artista y comisario que trabajaba en el campo del arte multimedia y la cultura de la red. En 2007 comisarió y presentó la conferencia de Ars Electronica Goodbye Privacy junto con Ina Zwerger. En 2006 comisarió la exposición WAVES - electromagnetic waves as a material and medium of art, junto con el centro RIXC de Riga. Medosch investiga la relación entre progreso tecnológico y cambio social, entre el arte multimedia y el software de código libre y abierto, entre las ondas electromagnéticas y el código. Para ampliar estos intereses de investigación teóricos a largo plazo, actualmente construye una nueva plataforma investigadora de colaboración con el título The Next Layer.
Tuvo una importante formación en arte multimedia y como escritor y crítico cultural. A mediados de la década de 1980 inició el proyecto de arte multimedia y activismo Radio Subcom para crear entornos audiovisuales y de arte radiofónico. Más tarde, coinició el proyecto Stubnitz Art-Space-Ship, un proyecto para convertir un barco de arrastre de 80 metros en una base móvil para el arte. Junto con Shu Lea Cheang y Martin Howse, inició el proyecto artístico en vivo PLENUM con Kingdom of Piracy, que formaba parte de la temporada Node-London de arte multimedia 2006. Sus libros anteriores incluyen Netzpiraten (2001) y Freie Netze (2003). El actual trabajo de Medosch como artista incluye el proyecto Hidden Histories, un proyecto artístico público y participativo para Southampton, Reino Unido, junto con Hive Networks. Desde 2002 hasta 2007 fue profesor asociado de medios digitales en el Ravensbourne College de Comunicación y Diseño, y fue editor especial de la revista en línea Telepolis de 1996 a 2002.